# Kåre Bremer
Kåre Bremer (n. 17 de enero de 1948, Lidingö, Suecia) es un botánico, algólogo y rector de la Universidad de Estocolmo.
En 1989, se instaló como profesor de Botánica Sistemática en la Universidad de Upsala, donde también llegó para servir como jefe del Departamento de Botánica Sistemática de 1992 a 1999 y decano de Biología 1993-1999. Entre 2001-2004 fue Secretario Principal de Estudios de Ciencia y Tecnología en el Consejo de Investigación (VR). En enero de 2004 dejó la Universidad de Upsala para ser rector de la Universidad de Estocolmo.
Casado con su colega Birgitta Bremer, tienen a Oscar (1981) y a Hanna (1983).

## Grados
- Ph.D. en Botánica 1 de junio de 1976: Universidad de Estocolmo.

## Puestos académicos
- Profesor Asociado [Docent] en Botánica en 1979 Universidad de Estocolmo.
- Presidente y Vicecanciller de la Universidad de Estocolmo desde el 1 de febrero de 2004.

## Obra
- Bremer, Kåre. 1994. Asteraceae: Cladistics & Classification. Portland, OR: Timber Press. ISBN 0-88192-275-7
- Bremer K. 2000. Early Cretaceous lineages of monocot flowering plants PNAS 97 4707-4711
- Vinnersten A & K. Bremer. 2001. Age and biogeography of major clades in Liliales.Am.J. Botany 88:1695-1703 (enlace roto disponible en Internet Archive; véase el historial, la primera versión y la última).
- Bremer, K. 2002. Gondwanan evolution of the grass alliance of families (Poales). Evolution 56: 1374-1387 ISTORArchivo PDF

- Bremer, B., Bremer, K., Heidari, N., Erixon, P., Anderberg, A. A., Olmstead, R. G., Källersjö, M. & Barkhordarian, E. 2002. Phylogenetics of asterids based on 3 coding and 3 non-coding chloroplast DNA markers and the utility of non-coding DNA at higher taxonomic levels. Molecular phylogenetics and evolution 24: 274-301 (enlace roto disponible en Internet Archive; véase el historial, la primera versión y la última)..

- Britton, T., Oxelman, B., Vinnersten, A. & Bremer, K. 2002. Phylogenetic dating with confidence intervals using mean path-lengths. Molecular phylogenetics and evolution 24: 58-65 (enlace roto disponible en Internet Archive; véase el historial, la primera versión y la última)..

- Lundberg, J. & Bremer, K. 2003. A phylogenetic study of the order Asterales using one large morphological and three molecular data sets. International Journal of Plant Sciences 164: 553-578

- Bremer, K., Friis, E. M., and Bremer, B. 2004. Molecular phylogenetic dating of asterid flowering plants shows Early Cretaceous diversification. Systematic Biology 53: 496-505

- Janssen, T. & Bremer, K. 2004. The age of major monocot groups inferred from 800+ /rbc/L sequences. Bot.J. Linnean Soc. 146: 385-398

- Sanderson, M. J., Thorne, J., Wikström, N. & Bremer, K. 2004. Molecular evidence on plant divergence times. Am.J.Botany 91: 1656-1665

- Anderson, C. L., Bremer, K. & Friis, E. M. 2005. Dating phylogenetically basal eudicots using rbc-L sequences and multiple reference points. Am.J.Botany 92: 1737-1748

- Bremer, K., and Janßen, T. 2006. Gondwanan origin of major monocot groups inferred from dispersal-vicariance analysis. Aliso 22: 22-27

- Britton, T., Anderson, C. L., Jacquet, D., Lundqvist, S. & Bremer, K. 2007. Estimating divergence times in large phylogenetic trees. Systematic Biology 56: 741-752

- La abreviatura «K.Bremer» se emplea para indicar a Kåre Bremer como autoridad en la descripción y clasificación científica de los vegetales.[1]

## Fuente
- https://web.archive.org/web/20060217221158/http://www.su.se/rektor